# Cyananthus formosus
Cyananthus formosus là loài thực vật có hoa trong họ Hoa chuông. Loài này được Diels mô tả khoa học đầu tiên năm 1912.